# Средняя Невка
Сре́дняя Не́вка — протока в дельте Невы. Протекает между Елагиным островом (по правому берегу) и Каменным и Крестовским островами (по левому). Впадает в Елагинский фарватер Невской губы.

## Географические сведения
Длина 2,6 км, ширина 100—230 м, глубина 3,7—8,4 м, средний расход воды в истоке 188 м³/с. Берега, кроме небольшого участка Крестовского острова ниже устья реки Крестовки, естественно-земляные, укреплённые деревом, зона отдыха. Судоходна.

## Достопримечательности
- 1-й Елагин мост
- 2-й Елагин мост
- Гребной канал